# Xenoproctis ohausi
Xenoproctis ohausi är en skalbaggsart som beskrevs av Hermann Julius Kolbe 1896. Xenoproctis ohausi ingår i släktet Xenoproctis och familjen Rutelidae. Inga underarter finns listade i Catalogue of Life.